# Альманабад
Альманабад (перс. المان‌آباد) — село в Ірані, входить до складу дехестану Бакешлучай у Центральному бахші шахрестану Урмія провінції Західний Азербайджан.